# Marcel Trudov
Marcel Trudov (31 de agosto de 1984) es un deportista moldavo que compitió en judo. Ganó una medalla de bronce en el Campeonato Europeo de Judo de 2009, en la categoría de –73 kg.

## Palmarés internacional
| Campeonato Europeo | Campeonato Europeo | Campeonato Europeo | Campeonato Europeo |
| Año                | Lugar              | Medalla            | Categoría          |
| ------------------ | ------------------ | ------------------ | ------------------ |
| 2009               | Tiflis (Georgia)   | Medalla de bronce  | –73 kg             |